# Sala Magallanes
Pequeño Teatro Magallanes o Sala Magallanes fue un reducido espacio teatral de Madrid (España), situado en el número 1 de la calle Magallanes en el barrio de Arapiles del distrito de Chamberí. Ente 1971 y 1976, permaneció activo como sala independiente de forma intermitente, gestionado y dirigido por miembros del Teatro Experimental Independiente. Tras una sucesión de cierres y prohibiciones, se convirtió en un café-teatro en la línea comercial (y más tarde en sala X, y luego sala de cine "para indies, hipsters y nostálgicos").

## Historia
Alquilado el local por algunos alumnos de William Layton (entre ellos Pedro Carvajal), como espacio de estudio y expresión del T.E.I., en su breve existencia se pusieron en escena obras de autores extranjeros como Bertolt Brecht, Camus, Friedrich Dürrenmatt, Harold Pinter, Pablo Población o Tennessee Williams, y se estrenaron algunos de los más interesantes montajes de grupos independientes como La Cuadra, Tábano, Esperpento, Mediodía, entre otros muchos. También se invitó a grupos experimentales europeos, entre los que destacaría el Roy Hart Theatre.
Ha quedado noticia en diversos estudios y revistas especializadas de la relativa importancia del Pequeño Teatro Magallanes dentro del panorama del teatro independiente español. Como espacio de representación "mantuvo una programación innovadora y de elevada calidad, hasta que se vio obligado a cerrar cuando había cumplido sólo dos temporadas dentro del período de la Transición". En un S.O.S. final recogido en el Manifiesto TEI a la opinión pública, pueden leerse párrafos en los que se explicaba que «...este cierre se une y vuelve a poner de manifiesto la situación insostenible de tantos trabajadores de la cultura, la incomprensión, el desamparo e incluso el desprecio y la ineficacia con que los organismos de la Administración controlan la acción de la cultura...» También se llamaba la atención sobre el hecho desproporcionado «del cerco económico a que este local ha estado sometido» (considerando que tenía una ridícula capacidad apenas para medio centenar de espectadores).
Algunos sectores de la prensa de esos años de la Transición española, se hicieron eco del citado manifiesto, subrayando aquellos párrafos en los que se reclamaba o exigía «una administración política teatral democráticamente elegida por los miembros de nuestra profesión, la libre utilización de todo tipo de local público para el hecho teatral, y de los medios de comunicación pública, la abolición de la censura en todas sus formas de expresión, y sobre todo la consideración por parte del Gobierno de que el, teatro es un servicio público para nuestro país»(...) «Todo esto llevaría consigo la inmediata ruptura de la legalización actual, que sólo beneficia a un número determinado y mínimo de empresarios teatrales, en su mayoría propietarios o arrendatarios de los locales legalizados del país.» Al parecer hubo algo más que 'razones políticas' o 'imposiciones de la historia'.
La Sala Magallanes formó parte del conjunto de experiencias de teatro de investigación en la España de la Transición, junto a otras también desaparecidas como la Sala Cadarso, la Sala Cáceres o la Sala Gayo Vallecano. Testigo de ese periodo, solo ha sobrevivido, de forma simbólica, la Sala Olimpia, cuyo demolido edificio fue sustituido por el Teatro Valle-Inclán.

## Pionero del espacio multicultural
El espacio del Pequeño Teatro albergó y sirvió de plataforma para muy diversos espectáculos además de otras actividades extra-teatrales como conferencias, presentación de libros, exposiciones de pintura, recitales musicales, etc. Así, por ejemplo, entre las puestas en escena más originales estuvo la versión, en 1972, del Retablillo de Don Cristóbal en clave de muñecos humanos o polichinelas, es decir con actores en vez de títeres, a cargo del grupo Tábano. Y entre los espectáculos mixtos (músico-teatrales), el homenaje a Jacques Brel, según montaje de Alonso Gil, con la colaboración de Hilario Camacho, titulado Esta noche, Brel.

### Algunas obras representadas
- Historia del zoo de Edward Albee (1971).[11][12]
  - Intérpretes: Antonio Llopis, José Carlos Plaza.
- Quejío de Salvador Távora (1972), montaje de La Cuadra de Sevilla.[11][13]
- Súbitamente el último verano de Tenesse Williams (1973), dirigida por José Carlos Plaza.[11]
  - Intérpretes: Enriqueta Carballeira, Paca Ojea y Joaquín Hinojosa
- Los diálogos de Ruzante adaptación de La Moschetta (El Aguijón) de Angelo Beolco «Il Ruzante» (1974), a cargo de Ventura Pons y Biel Moll.[14][15]
- Terror y miseria del Tercer Reich de Brecht, en adaptación colectiva del T.E.I.[16]
- ¡Viva el Duque, nuestro dueño! de José Luis Alonso de Santos (1975).[17][9]